# Google Wave
O Google Wave  foi um projeto anunciado pelo Google durante a conferência "Google I/O", realizada no dia 28 de maio de 2009. Tratava-se de uma plataforma para web cuja intenção era unir as características de serviços como e-mail, instant messaging, wiki e social networking em um ambiente único, funcionando a partir de qualquer browser (desde que fosse compatível), em qualquer sistema operacional. Algumas das suas características mais interessantes eram os avançados sistemas de correção ortográfica e tradução instantânea durante conversas virtuais. O Google Wave foi lançado com a promessa de "matar" o e-mail e ter o mesmo público alvo, que na época a maioria estava no Twitter e Facebook.

## Protocolo e API
A empresa anunciou em seu website que o serviço utilizaria um protocolo aberto, o Google Wave Federation Protocol, que poderia ser utilizado no desenvolvimento de sistemas wave customizados. O protocolo possui APIs para a criação de extensões de cliente e de servidor. O Google também anunciou que pretendia disponibilizar a maior parte do código sob forma de código aberto.

## Fim do Google Wave
O Google, em 4 de agosto de 2010 anunciou o que o Google Wave iria parar de ser desenvolvido, o motivo foi por falta de adesão por parte dos usuários ao produto, ou seja, falta de interesse. A empresa esperava uma melhor recepção dos usuários pelo produto. Muitos consideravam a interface do Google Wave bastante confusa. A empresa disse acreditar que a tecnologia do Google Wave poderia ser usada em outros projetos futuros, e algumas tecnologias que tinha no Wave foram reutilizadas no Google Documentos de hoje. Em fevereiro de 2010, o Google criou o Google Buzz, que seria o sucessor e substituto do Google Wave. O projeto Google Wave foi encerrado em dezembro de 2011, após não obter o sucesso esperado. Em 30 de abril de 2012, o Google oficialmente tirou o serviço do ar, marcando o fim de uma iniciativa que prometia revolucionar a comunicação e colaboração online. Lançado em 2009, o Google Wave teve uma curta vida útil de apenas dois anos antes de ser descontinuado.
Em 08 de dezembro de 2010, a Fundação Apache assumiu o projeto do Google Wave ao anunciar o Apache Wave, e também não deu certo, e foi desativado em 15 de janeiro de 2018, por nunca ter saído do status de incubadora.